# 潘广田
潘广田（？—），男，山东济南人，中华人民共和国政治人物，曾任山东省政协副主席，山东省工商业联合会会长，全国工商联常委，第九届全国政协委员。因受贿罪被判无期徒刑。